# Via Augusta

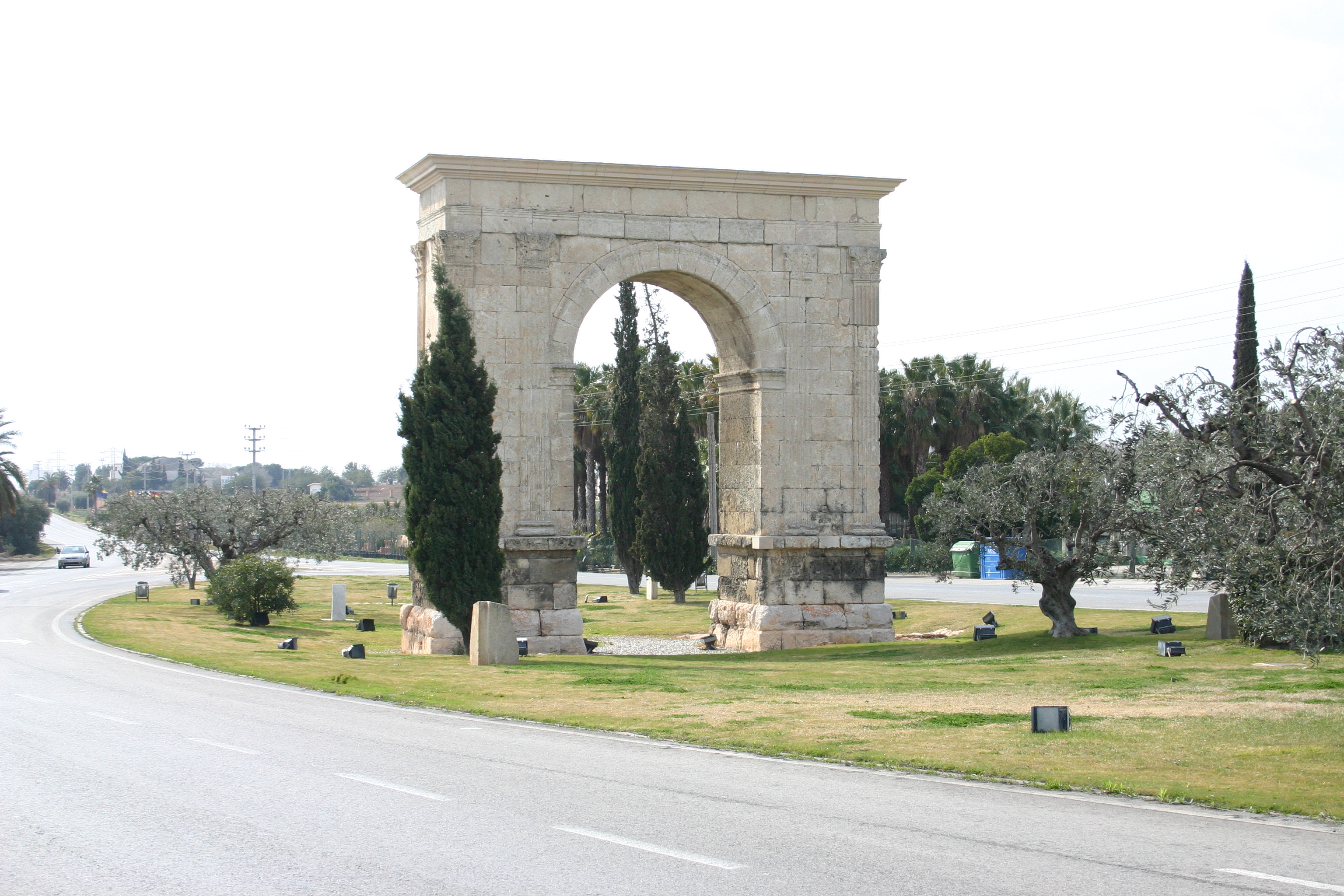
De Arc de Berà, een Romeinse triomfboog, staat langs de Via Augusta (nu N-340) bij Roda de Berà

De Via Augusta (ook wel Via Herculea of Via Exterior genoemd) was een Romeinse heerweg die de gehele provincie Hispania op het Iberisch Schiereiland doorkruiste. De Via Augusta was vernoemd naar de Romeinse keizer Augustus, die de weg tussen 8 v.Chr. en 2 v.Chr. liet opknappen.
De weg liep over het traject van een veel oudere, waarschijnlijk Griekse weg die volgens de overlevering door Herakles was aangelegd en die door Hannibal zou zijn gevolgd. Het was de belangrijkste handels- en communicatieroute langs de steden en havens aan de Spaanse Middellandse Zee-kust, ook ver na het einde van het Romeinse tijdperk.
De Via Augusta had een lengte van zo'n 1500 kilometer, van Gades (Cádiz) naar Carthago Nova (Cartagena), Valentia (Valencia), Saguntum (Sagunto), Tarraco (Tarragona), Barcino (Barcelona) en Gerunda (Girona). De weg stak de Pyreneeën over bij de bergpas Coll de Panissars en ging daar over in de Via Domitia door zuidelijk Gallië. Aftakkingen van de Via Augusta liepen naar Hispalis (Sevilla), Corduba (Córdoba) en Emerita Augusta (Mérida).
De autosnelwegen N-340, A-7 en AP-7 volgen voor een groot deel het traject van de Via Augusta. In Barcelona is de Via Augusta een hoofdstraat die vanaf de E-9 naar de Avinguda Diagonal in het centrum leidt. Ook in Badalona (nu vastgegroeid aan Barcelona) is de straatnaam Via Augusta nog steeds in gebruik. In Girona loopt de Carrer de la Força over wat oorspronkelijk de Via Augusta was.
De Puente del Diablo ("duivelsbrug") over de rivier Llobregat in Martorell werd in de 13e eeuw gebouwd op de plek waar de Via Augusta de rivier overstak. De Arc de Berà, een Romeinse triomfboog, staat langs de Via Augusta (nu N-340) bij Roda de Berà.
Met financiële steun van de Europese Unie wordt de Via Augusta gerestaureerd. In Catalonië krijgt de weg een nieuwe bestemming als wandelpad.

## Wetenswaardigheden
De Via Augusta was in september 2013 deel van het traject van de Via Catalana (Catalaanse Weg), een demonstratie voor Catalaanse onafhankelijkheid van Spanje.